# Dudești
Dudești è un comune della Romania di 3 869 abitanti, ubicato nel distretto di Brăila, nella regione storica della Muntenia.
Il comune è formato dall'unione di 3 villaggi: Bumbăcari, Dudești, Tătaru.